# 卡亚·埃德姆
伊斯梅特·卡亚·埃德姆（土耳其語：İsmet Kaya Erdem，1928年—），土耳其卡拉比克政治人物，曾担任土耳其财政部长和大国民议会议长。